# SummerSlam 1988
SummerSlam 1988 fu la prima edizione del pay-per-view Summerslam, prodotto dalla World Wrestling Federation. L'evento si tenne il 29 agosto 1988, al Madison Square Garden di New York. Il pay-per-view fu creato per aiutare l'azienda a competere contro la compagnia rivale, la World Championship Wrestling (ex Jim Crockett Promotions).
Il match principale tra gli incontri preliminari fu quello valido per il WWF Intercontinental Championship tra The Ultimate Warrior e il campione The Honky Tonk Man; Ultimate Warrior vinse il match in circa trenta secondi, ponendo fine al più lungo regno da Campione Intercontinentale della storia. Il main event della serata fu il match tra The Mega Powers (Hulk Hogan e Randy Savage) e The Mega Bucks (Ted DiBiase e André the Giant); Hogan e Savage vinsero il match dopo che Miss Elizabeth, moglie e manager di Savage, distrasse l'arbitro, che in quell'occasione era il wrestler Jesse Ventura, togliendosi la gonna, restando in mutandine e mostrandogli così le gambe. Dopo SummerSlam, Hogan e Savage decisero di continuare il loro feud on-screen, culminato in un match a WrestleMania V al termine del quale Hogan vinse il WWF Championship da Savage.

## Sviluppo
Alla fine del 1980, la World Wrestling Federation di Vince McMahon iniziò una guerra di ascolti contro la Jim Crockett Promotions. McMahon ricambiò Starrcade, il principale pay-per-view di Jim Crockett, che si tenne per la prima volta il 1983, con la creazione di WrestleMania. Dopo il successo di WrestleMania III tenuto nel marzo del 1987, McMahon creò Survivor Series, andato in onda lo stesso giorno di Starrcade 1987. Dopo aver sconfitto Crockett nella guerra degli ascolti, McMahon creò Royal Rumble, un evento andato in onda gratuitamente su USA Network nel gennaio 1988. L'evento stabilì un record per la rete con otto milioni di famiglie attaccate allo schermo. Per contrattaccare, Crockett creò Clash of the Champions, andato in onda in contemporanea con WrestleMania IV. Quest'ultimo ottenne un rating più elevato, e non molto tempo dopo, vendé la sua azienda a Ted Turner, che la rinominò World Championship Wrestling. Lo slogan dell'evento fu: "Gladiators and stars"
Poi McMahon decise di aggiungere più pay-per-view nella programmazione della WWF per capitalizzare il successo dei suoi eventi precedenti. Oltre a WrestleMania a marzo, Royal Rumble nel mese di gennaio, e Survivor Series a novembre, creò un evento per agosto, che chiamò appunto Summerslam. Per cercare di diminuire il monopolio della WWF, Turner iniziò a trasmettere dei pay-per-view mensilmente per la WCW. SummerSlam diventò uno degli eventi di maggior successo della World Wrestling Federation e uno dei cosiddetti "Big Four", insieme a WrestleMania, Survivor Series e Royal Rumble. Questi quattro eventi, insieme a King of the Ring, sono conosciuti come i "Classic Five".

## Storyline
Prima di SummerSlam, The Honky Tonk Man, un personaggio heel, aveva ormai acquisito lo status di più longevo campione intercontinentale nella storia della WWF. Originariamente avrebbe dovuto difendere il titolo contro Brutus Beefcake, ma quest'ultimo non fu in grado di combattere a causa di un infortunio causatogli da "Outlaw" Ron Bass la settimana prima (storyline). Honky, lasciato senza uno sfidante, lanciò una open challange dicendo che il suo avversario non avrebbe dovuto preoccuparsi. The Ultimate Warrior, il number one contender per l'Intercontinental Championship, accettò la sfida per SummerSlam. Inoltre i Demolition difesero il World Tag Team Championship vinto a WrestleMania IV dopo solo un anno in WWF,. Essi difesero i titoli dall'assalto degli ex campioni della Hart Foundation (Bret Hart e Jim Neidhart).
Il feud tra Rick Rude e Jake Roberts iniziò diverse settimane prima di Summerslam. Come parte della storyline, Rude era solito, dopo aver vinto un match, invitare sul ring una donna scelta dal pubblico. In un'occasione, una delle donne rifiutò di salire sul ring, dopo essersi rivelata la moglie di Roberts, Cheryl. Dopo che il feud si intensificò, Rick iniziò a indossare una calzamaglia con una foto di Cheryl sul didietro, provocando Roberts a tal punto che egli spogliò sul ring Rude.
Qualche mese prima del pay-per-view, Hulk Hogan e Randy Savage, due dei wrestler più amati dai fan, litigarono con André the Giant e Ted DiBiase, rispettivamente. I due feud ripresero a infuriare a WrestleMania IV, quando ci fu un torneo a 14 uomini per il WWF Championschip. Hogan e André furono squalificati nel loro match nei quarti di finale, mentre Savage e DiBiase raggiunsero la finale; in quell'ultimo match, Savage sconfisse DiBiase con l'aiuto di Hogan. Randy e DiBiase ebbero un feud per il titolo che durò tutta la primavera e l'estate, ma André non restò coinvolto fino a metà estate, quando lui e Biase picchiarono Savage mentre egli stava eseguendo un promo. "Macho Man" poco dopo sfidò The Giant e Ted in un tag team match, accompagnato da un partner di sua scelta. Egli si rivelò essere Hogan; il team fu conosciuto come "The Mega Powers". Invece quello composto da André e DiBiase venne chiamato "The Mega Bucks", poi essi annunciarono che l'arbitro ospite sarebbe stato qualcuno equo e neutrale: Jesse Ventura, un ex-wrestler commentatore della WWF, che favorì invece i Bucks.

## Evento
| Ruolo:         | Nome:                    |
| -------------- | ------------------------ |
| Commentatori   | "Superstar" Billy Graham |
| Commentatori   | Gorilla Monsoon          |
| Intervistatori | Gene Okerlund            |
| Intervistatori | Sean Mooney              |
| Ring announcer | Howard Finkel            |
| Arbitri        | Earl Hebner              |
| Arbitri        | Joey Marella             |
| Arbitri        | Tim White                |

L'evento iniziò con un match tra i British Bulldogs (Davey Boy Smith e Dynamite Kid) e i The Fabulous Rougeaus (Jacques e Raymond Rougeau). Non appena la campana suonò per indicare l'inizio dell'incontro, Smith attaccò Jacques. I due team lottarono nel ring fino a quando i Rougeaus diedero una testata a Kid, facendolo cadere al tappeto. Dynamite fuggì da una manovra offensiva e diede il cambio a Smith, e i British Bulldogs eseguirono una mossa di coppia. Pur avendo il sopravvento, i Bulldogs non riuscirono a schienare Jacques in tempo, e il match si concluse in un pareggio per limite di tempo. L'incontro successivo fu tra Bad News Brown e Ken Patera. Prima che la campana suonò, tuttavia, Brown attaccò Patera, che si vendicò eseguendo un braccio teso all'angolo. Ken poi mise entrambe le braccia sotto le ascelle di Brown e bloccò le mani dietro la sua nuca, eseguendo una full nelson. Alla fine del match, Brown sconfisse Patera colpendolo nella parte posteriore della testa con la sua mossa finale, la Ghetto Blaster.
Dopo fu la volta di Rick Rude e Junkyard Dog che si diressero verso il ring. Il loro incontro iniziò con un attacco di Rude alle spalle di Junkyard, che si vendicò dando diverse testate all'avversario. Successivamente, Rick salì sulle corde del ring e mostrò la calzamaglia da lui indossata che aveva una foto di Cheryl Roberts su di essi. Di conseguenza, Jake Roberts, il marito di Cheryl, corse sul ring e attaccò Rick, costringendo l'arbitro a squalificare Junkyard Dog. Poi ci fu un tag team match tra i Powers of Pain (The Barbarian e The Warlord), accompagnati dal loro manager The Baron, e i The Bolsheviks (Boris Zhukov e Nikolai Volkoff), accompagnati da Slick. Inizialmente, i Powers inseguirono i Bolsheviks per tutto il ring. Slick, tuttavia, distrasse i Pain abbastanza a lungo per dare ai suoi uomini un vantaggio. Zhukov fu poi sbattuto a terra e quindi Barbarian eseguì un headbutt volante dalla terza corda, portando a casa la vittoria.
Il quinto match dell'evento fu per il WWF Intercontinental Championship tra The Ultimate Warrior e il campione in carica The Honky Tonk Man, accompagnato da Jimmy Hart. Prima dell'incontro fu annunciato che lo sfidante originale di Honky, Brutus Beefcake, non sarebbe stato in grado di lottare. Quindi Honky Tonk Man afferrò il microfono del ring announcer Howard Finkel e disse in tono sprezzante che avrebbe combattuto con chiunque si fosse presentato sul ring in quel momento. La sua sfida fu accettata da Ultimate Warrior che accorse a gran furia dal backstage. Warrior fu in vantaggio fin dall'inizio, attaccando l'avversario, che aveva ancora il suo abbigliamento d'ingresso addosso. Poi Ultimate eseguì una body-slam e una clothesline, finendo il match con una Warrior Splash dopo soli 30 secondi, e vincendo il titolo. Il regno più lungo in assoluto del titolo intercontinentale WWF/WWE si concluse in uno dei match titolati più brevi della storia. Questo match fu probabilmente il più apprezzato dai fan; nel momento in cui The Ultimate Warrior sconfisse lo sventurato Honky Tonk Man, l'arena scoppiò di applausi e urla di approvazione.
L'incontro seguente fu un rematch di WrestleMania IV tra Dino Bravo e Don Muraco. Muraco, il favorito, ebbe il controllo per gran parte del match fino a quando il manager di Bravo, Frenchy Martin, distrasse Muraco, permettendo a Bravo di eseguire il suo side suplex e di schienarlo, vincendo la contesa.
Il settimo match della serata fu per il WWF Tag Team Championship. I campioni in carica Demolition (Ax e Smash), accompagnati sia da Mr. Fuji sia da Jimmy Hart, lottarono contro i The Hart Foundation (Bret Hart e Jim Neidhart). Non appena la campana suonò, gli Hart attaccarono entrambi gli avversari. Il loro controllo fu breve, infatti poco dopo i Demolition guadagnarono un vantaggio su Neidhart. Quando Bret prese il cambio, Neidhart inseguì Jimmy Hart a bordo ring e poi diede il tag a sua volta. Quando tutti e quattro gli uomini cominciarono a combattere sul ring, Neidhart attaccò Mr. Fuji, che era sul quadrato. Alla fine della sfida, Bret Hart tentò di eseguire un piledriver, una mossa in cui l'esecutore gira il suo avversario a testa in giù e schianta la sua testa al tappeto, ma Ax lo colpì con il megafono di Jimmy. Smash poi schienò Bret Hart vincendo così l'incontro.
Il match successivo fu tra The Big Boss Man, accompagnato da Slick, e Koko B. Ware. Slick distrasse Koko, e Big Boss prese il vantaggio iniziale nella sfida. Dopo avere schiacciato Ware tra sé stesso e il paletto, Boss non schienò l'avversario. Poi tentò di salire sulla terza corda e di atterrare su Koko, ma non riuscì nell'intento. Allora Ware si vendicò eseguendo numerosi dropkick e cercò di schienarlo. Boss sbatté a terra il suo avversario, vincendo l'incontro. La penultima contesa della serata fu tra Jake Roberts e Hercules. Quando Roberts tentò di eseguire un DDT sull'avversario, Hercules riuscì a sfuggire alla manovra e a prendere il controllo dell'incontro. Quando Hercules tentò di sbattere Roberts al tappeto, quest'ultimo invertì il movimento in un DDT, che gli permise di schienare l'avversario vincendo il match.

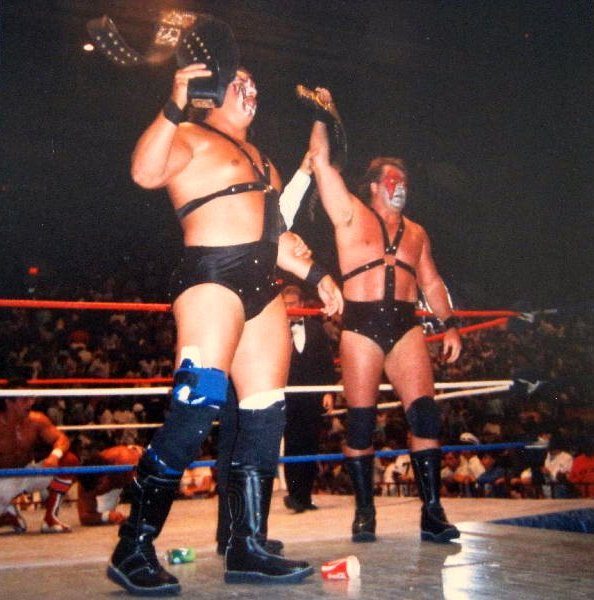
Demoliton sconfissero la Hart Foundation

L'ultimo incontro della serata fu il main event tra i Mega Powers (Hulk Hogan e Randy Savage), accompagnati da Miss Elizabeth, e i Mega Bucks (Ted DiBiase e André the Giant), accompagnati dal manager di André, Bobby Heenan, e dalla guardia del corpo di DiBiase, Virgil. Jesse Ventura fu l'arbitro speciale dell'incontro. Hulk & Savage presero il controllo iniziale del match focalizzandosi su DiBiase. Poi Hogan attaccò André, che era sul ring, ma i Bucks furono in grado di riprendere il controllo. Dopo un po', tutti e quattro gli uomini cominciarono a lottare sul ring, e André buttò gli avversari fuori dal quadrato. Successivamente, Miss Elizabeth iniziò a discutere con Ventura, l'arbitro, e si strappò la gonna rivelando la sua biancheria intima. Mentre Ventura era distratto da ciò, Savage salì sulla terza corda ed eseguì un Elbow Drop su Ted, seguito da un leg drop di Hogan sullo stesso wrestler. Quando Hogan schienò Ted, Ventura, un arbitro heel alleato ai Bucks, iniziò ovviamente un lento conteggio. Di conseguenza, Savage sbatté il braccio di Ventura a terra per la terza volta, indicando la vittoria dei Mega Powers.

## Conseguenze
I Mega Powers continuarono a collaborare insieme dopo l'evento, fino a quando iniziò una nuova storyline, in cui Randy Savage diventò geloso di Hulk Hogan che prestava "troppe attenzioni" a Elizabeth. Diversi eventi furono creati per favorire il loro feud. Tra questi Hogan chiese a Elizabeth di accompagnarlo nei suoi match, dove agiva in modo eccessivamente amichevole con lei; e accidentalmente eliminò Savage dalla Royal Rumble 1989 scaraventandolo oltre la terza corda. In un episodio di The Main Event, Savage si vendicò attaccando Hogan mentre Elizabeth era nel backstage per farsi curare delle ferite. Questa rivalità culminò in un match per il WWF Championship a WrestleMania V, dove a prevalere fu Hogan.
Il feud tra The Ultimate Warrior e The Honky Tonk Man continuò per diversi mesi, fino a quando Warrior iniziò un nuovo feud con Rick Rude nei primi mesi del 1989.
Dopo aver conservato il titolo contro i The Hart Foundation, i Demolition difesero i WWF Tag Team Championship per altri 11 mesi, come parte di un record di 16 mesi come campioni di coppia, prima di perdere i regni contro i The Brain Busters (Tully Blanchard e Arn Anderson) nell'edizione del 18 luglio 1989 di Saturday Night's Main Event. Nel loro periodo come campioni, nonostante erano dei heel, la popolarità dei Demolition continuava a salire e a Survivor Series 1988 divennero face.

## Produzione e accoglienza
Il piano originale per SummerSlam era quello di portare Ric Flair dalla National Wrestling Alliance in WWF. Vince McMahon, volle che Flair combattesse nel main event per il titolo massimo, ma Flair, si sentiva parte della NWA e quindi non la lasciò. Pertanto, Hogan e Savage furono messi in un tag team match per concludere i feud con i loro rispettivi avversari.
Nel 2007, nella lista di WWE.com dei primi dieci momenti di SummerSlam, la vittoria di The Ultimate Warrior fu inserita al numero dieci mentre la "distrazione" di Miss Elizabeth durante il main event fu messa al numero nove.
Calum Waddell, in Fighting Spirit Magazine, indicò la vittoria di Warrior ai danni di Honky Tonk Man come "genuinamente accattivante", e disse che il match tra i The British Bulldogs e i The Fabulous Rougeaus fu una "battaglia emozionante". Al contrario, ebbe una reazione negativa circa il main event, citandolo come "prevedibilmente unidimensionale" e "abissale". Invece Adam Nedeff di 411mania.com definì il tag team match tra i Bulldogs i Rougeaus "un match solido", ma dichiarò che la "mancanza di un finale fu una delusione". Anche se criticò negativamente la maggior parte dei match, affermò che il match per i Tag Team Championship fu un "buon match". Nel complesso, valutò l'evento con un 4.5 su 10 e dichiarò: "Tolti la grande vittoria di Warrior e il finale a sorpresa di Elizabeth, questo è un evento assolutamente da dimenticare".

## Risultati
| # | Risultati | Stipulazioni                                          | Durata |
| - | --- | ----------------------------------------------------- | ------ |
| 1 | The British Bulldogs vs. The Fabulous Rougeaus termina in parità per raggiungimento tempo limite massimo                                | Tag team match                                        | 20:00  |
| 2 | Bad News Brown ha sconfitto Ken Patera                                                                                                  | Single match                                          | 06:33  |
| 3 | Rick Rude (con Bobby Heenan) ha sconfitto Junkyard Dog per squalifica                                                                   | Single match                                          | 06:18  |
| 4 | The Powers of Pain (con The Baron) hanno sconfitto The Bolsheviks (con Slick)                                                           | Tag team match                                        | 05:27  |
| 5 | The Ultimate Warrior ha sconfitto The Honky Tonk Man (c) (con Jimmy Hart)                                                               | Single match per il WWF Intercontinental Championship | 00:31  |
| 6 | Dino Bravo (con Frenchy Martin) ha sconfitto Don Muraco                                                                                 | Single match                                          | 05:28  |
| 7 | Demolition (c) (con Mr. Fuji e Jimmy Hart) hanno sconfitto The Hart Foundation                                                          | Tag team match per i WWF Tag Team Championship        | 09:49  |
| 8 | Big Boss Man (con Slick) ha sconfitto Koko B. Ware                                                                                      | Single match                                          | 05:57  |
| 9 | Jake Roberts ha sconfitto Hercules | Single match                                          | 10:06  |
| 9 | The Mega Powers (con Miss Elizabeth) hanno sconfitto The Mega Bucks (con Bobby Heenan e Virgil) con Jesse Ventura come arbitro speciale | Tag team match                                        | 13:57  |